# 瀬川負太郎
瀬川 負太郎（せがわ まけたろう、おいたろう、1927年2月9日 - 2013年3月20日）は日本のジャーナリスト。福岡県北九州市の地方紙『小倉タイムス』編集長、のち社長。

## 経歴
商社員、郵便配達、仲仕、国鉄職員、失対人夫を経て、1954年に旬刊市政新聞『小倉タイムス』営業部の磯野みつる（のち『小倉タイムス』社長）に招かれて同紙の記者となる。もともと磯野とともに部落解放同盟の活動に参加していたが（磯野は部落解放同盟福岡県連合会婦人協議会会長をつとめた）、のち部落解放同盟を批判する立場に転じ、1973年4月、北九州市立富野小学校・富野中学校の教員たちが被差別部落出身生徒の長期欠席問題について部落解放同盟福岡県連合会から連続1週間の糾弾を受けた際には、これを部落解放同盟に対して批判的に報道。この報道が部落解放同盟小倉地協書記長の木村政男から問題視されて糾弾されるとともに、部落解放同盟と関係の深い北九州市民生局長によって『小倉タイムス』の不買運動を起こされたこともある。これに対し、瀬川たちは1981年に北九州土地転がし事件をスクープし、木村政男を逮捕に追い込んだ。
狭山事件については、1971年の段階では「救援運動の立ち上がりが遅かった。石川君が二審まで自白を維持したにしろ、真相糾明の努力が開始されていたら、事態はまた変っていたかも知れない。部落解放運動に関わるものとして責任の一半を感じる」と石川一雄の冤罪を主張していたが、のち1981年には石川を呼び捨てにするようになり、「冤罪かどうかさえ怪し」いと発言している。
妻は磯野みつるの長女。

## 著書
- 『企業城下町』（文理閣、1978年）立山修、新城博史、植山光郎との共著
- 『地方記者がんばる』（部落問題研究所、2000年）
- 『定点／北九州の近過去風俗史序説』（小倉タイムズ）
- 『未開放部落』（汐文社）
- 『部落問題の状況』（小倉タイムズ）
- 『おもしろ地名北九州事典』（文理閣、1997年）